# Cratere Dellinger
Dellinger è un cratere lunare di 82,04 km situato nella parte sud-occidentale della faccia nascosta della Luna.
Il cratere è dedicato all'ingegnere statunitense John Howard Dellinger.

## Crateri correlati
Alcuni crateri minori situati in prossimità di Dellinger sono convenzionalmente identificati, sulle mappe lunari, attraverso una lettera associata al nome.
| Dellinger | Coordinate            | Diametro (in km) |
| --------- | --------------------- | ---------------- |
| B         | 5°30′00″S 141°14′24″E | 55,17            |
| U         | 6°27′00″S 136°59′24″E | 12,65            |